# Arp 107
Arp 107 sind zwei wechselwirkende Galaxien im Sternbild Kleiner Löwe, die etwa 443 Millionen Lichtjahre von der Milchstraße entfernt sind. 
Halton Arp gliederte seinen Katalog ungewöhnlicher Galaxien nach rein morphologischen Kriterien in Gruppen. Diese Galaxie gehört zu der Klasse Elliptischer Galaxien mit Verbindung zu Spiralen.

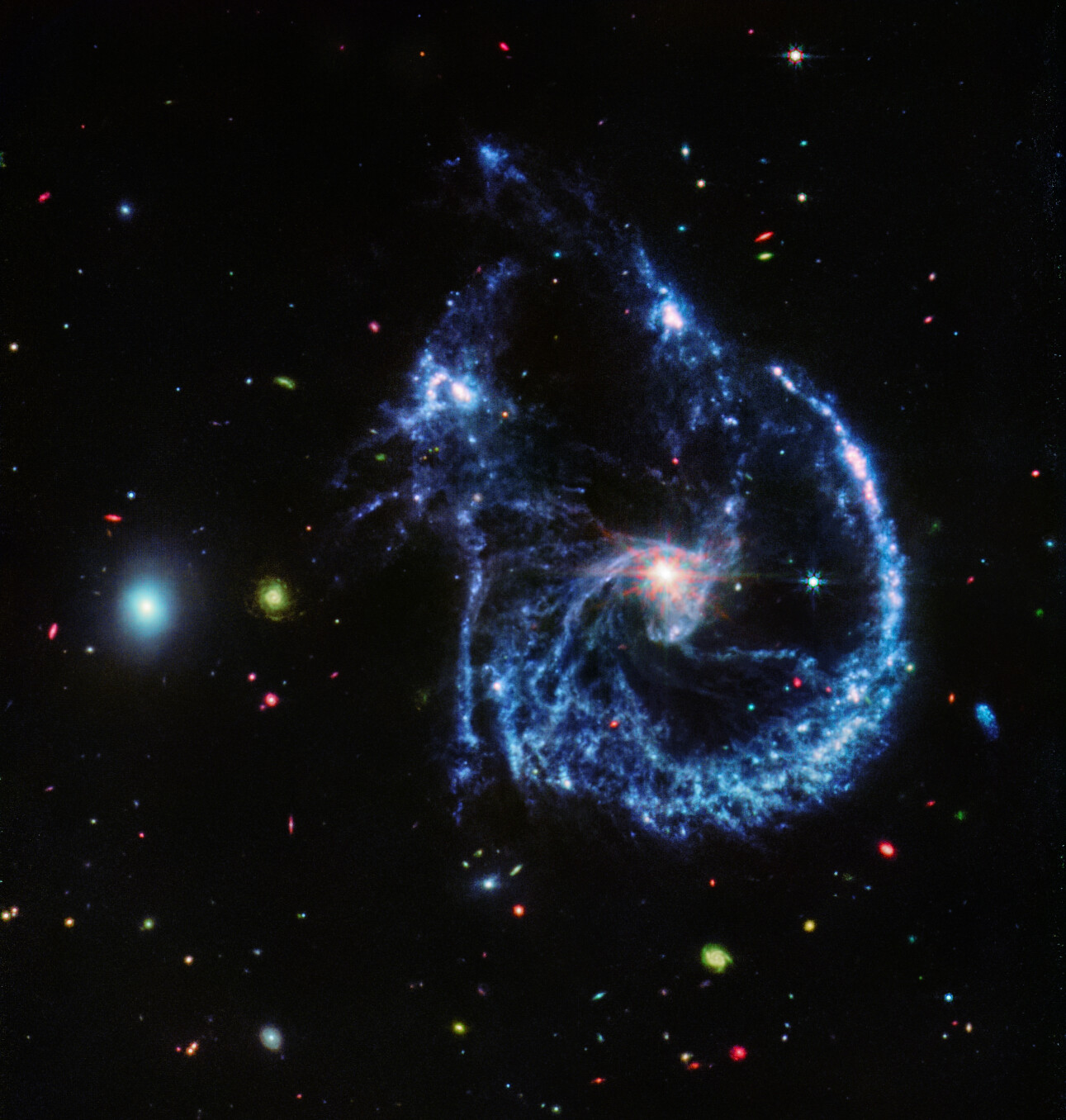
Aufnahme im mittleren Infrarot mithilfe des James Webb-Weltraumteleskops
Abbildung des nahen und mittleren Infrarots durch eine Kombination verschiedener Aufnahmen des James Webb-Teleskops